# Tramvajová nehoda v Košicích 1978
Nehoda tramvaje linky č. 6, k níž došlo 30. října 1978 v Košicích, je největší havárií v dějinách městské dopravy na Slovensku a zároveň jednou z nejtragičtějších tramvajových nehod v historii střední Evropy. Souprava tramvají Tatra T3 na lince 6 se tehdy při jízdě z kopce po třídě SNP k Amfiteátru vymkla kontrole a v důsledku nadměrné rychlosti vykolejila a převrátila se a narazila do stromů. Zahynulo 9 lidí a 90 bylo zraněno. Primární příčinou nehody byla podle vyšetřování nedbalá jízda řidičky a její nepatřičná a zmatená reakce na extrémní nárůst rychlosti. Je možné, že na nehodě mělo velký podíl i selhání elektrodynamické brzdy (která byla příliš zničená, aby ji bylo možné prozkoumat), nicméně tramvaj disponovala ještě dvěma dalšími nezávislými systémy, které podle vyšetřovatelů fungovaly. Oficiální výsledky vyšetřování i počet mrtvých jsou ovšem často zpochybňovány jako účelově zmanipulované.[zdroj⁠?!] Havárii byl věnován díl dokumentárního seriálu Najväčšie tragédie Slovenska nazvaný Električka smrti, jakož i seriálu Osudové okamžiky nazvaný Košice 1978.